# Helen Lawrenson

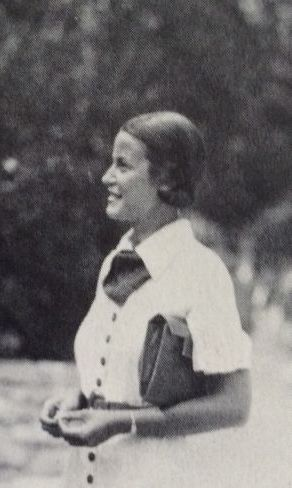
Helen Lawrenson

Helen Lawrenson (Geburtsname: Helen Brown; * 1. Oktober 1907 in LaFargeville, New York, USA; † 5. April 1982 in New York City) war eine US-amerikanische Redakteurin und Schriftstellerin, die mit ihren unverblümten Beschreibungen der New Yorker Gesellschaft der 1930er Jahre Berühmtheit erlangte.

## Leben
Helen Brown wurde am 1. Oktober 1907 in LaFargeville, New York, sieben Meilen südlich der kanadischen Grenze, als Tochter von Lloyd Brown geboren. Bevor sie ihre Karriere als Zeitungsreporterin in Syracuse begann, besuchte sie die Bradford School und die Elitehochschule Vassar College. Sie heiratete 1931 Heinz Norden (Musiker) (geschieden 1932) und publizierte auch unter dem Namen Helen Brown Norden, bevor sie 1935 den venezolanischen Diplomaten López-Méndez (geschieden 1935) und schließlich 1940 Jack Lawrenson (Mitbegründer der National Maritime Union) (gestorben im November 1957) ehelichte. Aus der dritten Ehe gingen ein Sohn, Kevin, und eine Tochter, Johanna, hervor.

Helen Brown Norden war von 1932 bis 1935 leitende Redakteurin und Filmkritikerin bei Vanity Fair und schrieb zudem für die Vogue, Harper’s Bazaar, Look, Esquire und Town and Country. Frank Crowninshield sagte einmal über „die düstere und schillernde Helen Brown Norden“, dass sie „ein ausgesprochen revolutionärer Geist, eine Satirikerin eines kühnen, sogar rabelaisischen Rangs, und Meisterin eines höchst individuellen Prosastils“ sei. „Leider hatte sie eine so starke Abneigung gegen das Schreiben, dass sie ihre Feder nur selten und unter dem widrigsten Zwang anhob.“ Brown war die erste Frau, die für das Männermagazin Esquire schrieb. Ihr erster, zunächst anonym veröffentlichter, Artikel Latins Are Lousy Lovers (1936), in dem sie den Machismus als „Quantität vielmehr denn als Qualität“ verspottete, machte Furore und wurde in einer Esquire-Sammlung von 1973 als das wahrscheinlich „berüchtigtste Stück“ in der Geschichte des Magazins beschrieben. In ihren Memoiren Stranger at the Party (1975) schrieb Lawrenson, dass sie den Artikel geschrieben habe, um Bernard Baruch zu amüsieren. Wie auch Condé Montrose Nast, Herausgeber von Vanity Fair und anderen Zeitschriften, war Herr Baruch ein Freund und Bewunderer sowohl von Lawrenson als auch von Clare Boothe Luce, ihrer langjährigen Kollegin und Rivalin. In der Sonderausgabe zum sechzigjährigen Jubiläum von Esquire wurde ein Zitat von Lawrenson ausgewählt, um den Geist der 1930er Jahre zu belegen:
„Very few modern women either like or desire marriage, especially after the ceremony has once been performed. Primarily, women wish attention and affection. Matrimony is something they accept when there is no alternative. Really, it is a waste of time, and hazardous, to marry them.“

– Helen Lawrenson In Defense of the American Gigolo, Esquire, Januar 1939
 Die 74-jährige Lawrenson wurde tot aufgefunden, nachdem sie am 6. April 1982 nicht zu einem Mittagessen mit ihrer langjährigen Agentin Roz Cole und Vertretern des Verlagshauses Simon & Schuster erschienen war. Sie arbeitete damals gerade an ihrem ersten Roman Dance of Scorpions, dessen Publikation für Juli 1982 geplant war.

## Werke
Neben zahlreichen Artikeln in Vanity Fair, Vogue, Harper’s Bazaar, Look, Esquire und Town and Country erschienen folgende eigenständige Publikationen von Helen Lawrenson:
- The Hussy's Handbook, Including Latins Are Lousy Lovers and Others. Farrar, New York 1936.
- Latins Are Still Lousy Lovers. Hawthorn Books, New York 1968.
- Stranger at the Party: A Memoir. Random House, New York 1972. (Siehe auch: Rezension von Jane O’Reilly in der New York Times She never cried over spilt milk vom 20. April 1975).
- Whistling Girl. Doubleday, Garden City, N.Y. 1978.